# Ophiomyia mussauensis
Ophiomyia mussauensis este o specie de muște din genul Ophiomyia, familia Agromyzidae, descrisă de Spencer în anul 1966. Conform Catalogue of Life specia Ophiomyia mussauensis nu are subspecii cunoscute.